# يعقوب شوقي باشا
يعقوب شوقي باشا و المعروف أيضا باسم يعقوب شوقي سوباشي (1876م في معمورة العزيز - 20 ديسمبر 1939 في اسطنبول) كان فريق أول في الجيش العثماني والجيش التركي، شارك في الحرب العالمية الأولى كقائد عثماني في حملة الدردنيل.